# كولم أوبراين
كولم أوبراين (بالإنجليزية: Colm O'Brien)‏ هو مبارز بالسيف أيرلندي، ولد في 4 أبريل 1947 في Wicklow ‏ في جمهورية أيرلندا.

## وصلات خارجية
- كولم أوبراين على موقع أوليمبيديا (الإنجليزية)